# 列日河
列日河（羅馬化：Rezh）是俄羅斯的河流，位於斯維爾德洛夫斯克州內，屬於尼察河的支流，發源自烏拉爾山脈中部東麓，最終注入尼察河，河道全長219公里，流域面積4,350平方公里，河水主要來自融雪，在每年10月至11月開始結冰，直至翌年4月上旬至5月，河畔城鎮有列日。
57°54′42″N 62°18′39″E / 57.91167°N 62.31083°E